# Paganfest
Das Paganfest ist ein Metalfestival des Veranstalters Rock the Nation, auf welchem in erster Linie Künstler des Pagan-, Viking- und Folk-Metals vertreten sind. Es wurde erstmals am 2. Dezember 2007 in Glauchau veranstaltet und wurde bis 2015 jährlich als Festivaltour durchgeführt. Es war die erfolgreichste Festivaltour der Pagan- und Folk-Metal-Szene. 2025 wurde das Paganfest nach 10 Jahren wiederbelebt.

## Tour
Die Tour führte jeweils durch etwa 20 Städte in Europa (2010 waren es 24 Städte). Der Schwerpunkt liegt dabei auf Deutschland und Österreich, aber auch in England, Frankreich, den Benelux-Ländern sowie im östlichen Europa finden einzelne Shows statt. Die Veranstaltungen sind jeweils für etwa 1000–2000 Besucher ausgelegt. In ausgewählten Städten gibt es sogenannte „Extended Shows“, bei  denen das Line-Up um einige Bands erweitert wird. Neben der Europatour findet gelegentlich auch eine Tour durch Nordamerika statt.
Von 2008 bis 2015 wurde auch das Heidenfest mit einer thematisch ähnlichen Ausrichtung ebenfalls von Rock the Nation veranstaltet.

## Geschichte

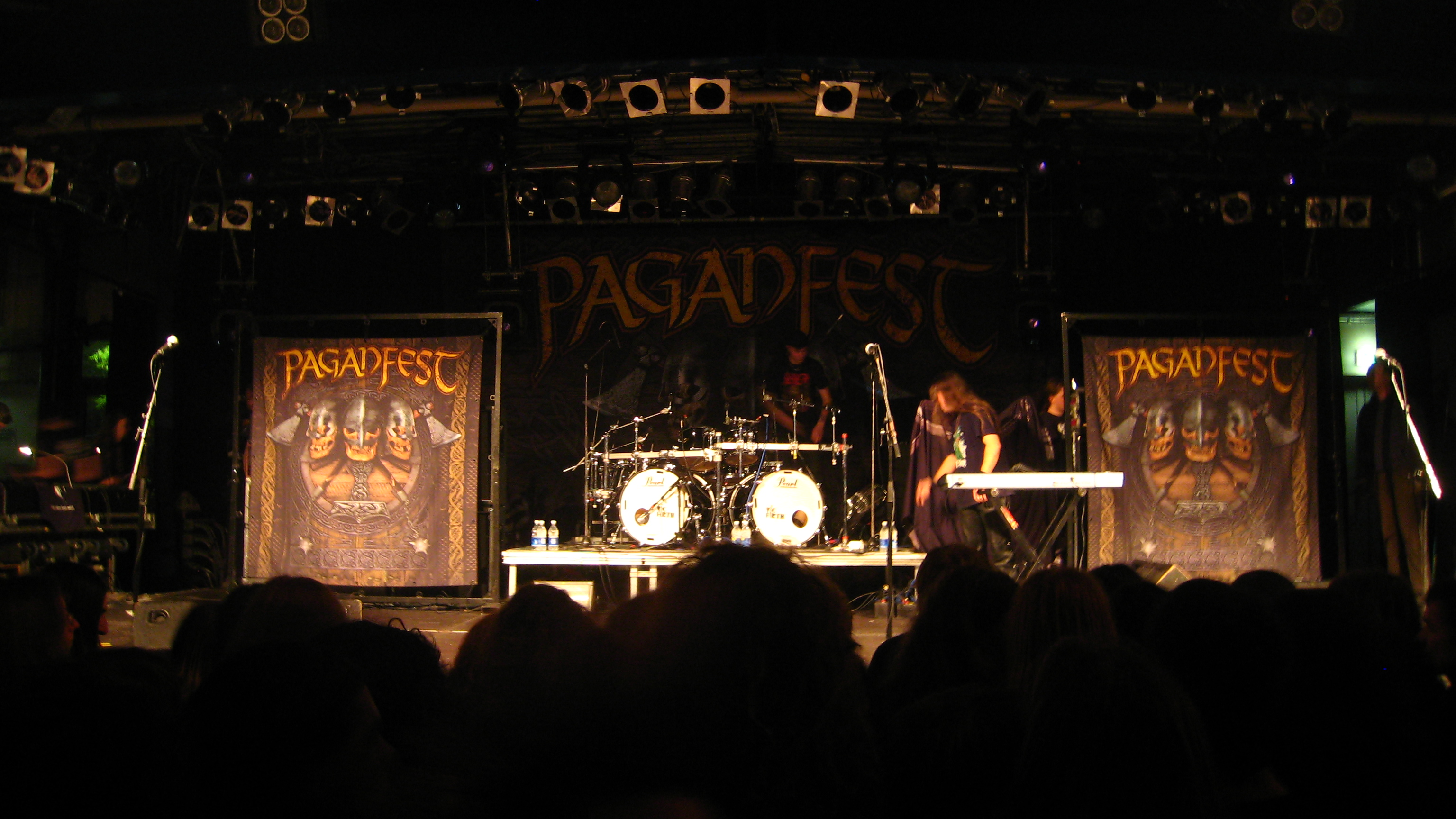
Bühne des Paganfests 2007/2008 am 19. April 2008 in München

Im Dezember 2007 startete das erste Paganfest weltweit, wobei die finnische Viking-Folk-Metal-Band Ensiferum den Mittelpunkt der Tour darstellte. Es nahmen des Weiteren Korpiklaani und Moonsorrow, sowie Turisas, Finntroll, Týr und Eluveitie teil. Der erste Auftritt fand am 2. Dezember in der „Alten Spinnerei“ der Stadt Glauchau statt und führte die Tour weiter durch Deutschland, Finnland und Ungarn. Zusätzlich gab es weitere Shows in den Niederlanden, Frankreich und Österreich. Am 22. April endete das europäische Paganfest und wurde drei Tage später in Kanada und den USA bis zum 22. Mai 2008 unter dem Namen „Paganfest North America“ weitergeführt.
Im Jahr 2008 setzte das Paganfest aus. Stattdessen veranstaltete Rock the Nation das Heidenfest mit Bands wie Primordial, Equilibrium und Månegarm.

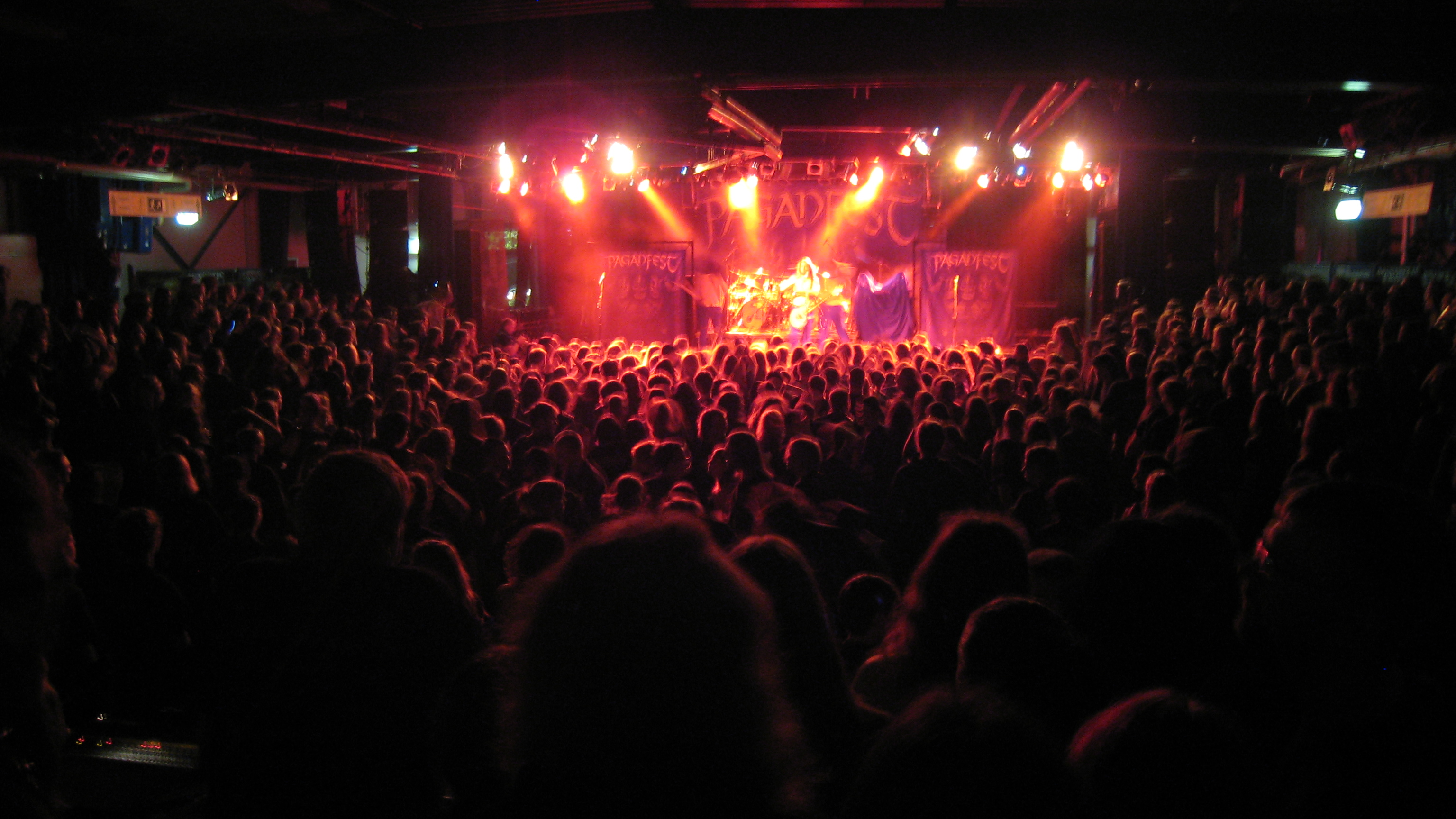
Týr live beim Paganfest 2007

Am 28. April 2009 fand das zweite Paganfest statt. Hauptattraktion stellte diesmal die Folk-Metal-Band Korpiklaani dar. Des Weiteren nahmen Bands wie Die Apokalyptischen Reiter, Alestorm oder Unleashed teil. Das Paganfest startete diesmal in Nordamerika. Nach einem halben Jahr Pause führte die Tour anschließend, wie schon im Vorjahr, durch viele europäische Länder, wie Deutschland, Frankreich oder Italien. Sie endete am 3. Oktober in Linz.
Das dritte Paganfest wurde am 19. Februar 2010 im Z7 in Pratteln eröffnet. Die Tour führte durch insgesamt 24 europäische Städte, an denen 15 normale Konzerte und 9 Extended Shows gespielt wurden. Die Konzerte wurden im Wechsel durch die russische Band Arkona und die deutsche Band Varg eröffnet. Anschließend wurde die Bühne für die restlichen Bands freigegeben. Die Tour endete am 14. März im belgischen Antwerpen und zeichnete sich deutlich als Erfolg aus. Insgesamt waren fünf der 24 Konzerte ausverkauft. Zudem stieg das Medieninteresse an dem Festival und mehrere Metal-Magazine berichteten live vor Ort über das Paganfest 2010, so zum Beispiel der deutsche Metal Hammer.
Im März 2011 fand das vierte Paganfest statt. Bei der Tour waren die Bands Korpiklaani, Unleashed, Kivimetsän Druidi, Moonsorrow, Varg und Arafel dabei. Auf den Extended Shows spielten zudem Eluveitie, Heidevolk und Obscurity.
Vom 16. März bis zum 1. April 2012 fand die fünfte Auflage des Paganfestes statt. Als Bands wurden Eluveitie, Primordial, Negură Bunget, Heidevolk und Sólstafir gebucht, auf den „Extended“-Shows traten zudem Korpiklaani und Equilibrium auf. Bei der Show in Tilburg, am 18. März 2012 übernahm Alestorm den Platz der Vorband von Korpiklaani.  Erstmals in diesem Jahr wurden für die Extended Shows einen Vorband-Wettbewerb veranstaltet, bei dem sechs Bands für je eine Show den Platz einer Vorgruppe zur Eröffnung gewinnen konnten. Sieger waren Obscurity (Oberhausen), Legio Mortis (Stuttgart), Cruadalach (Wien), Knaat (München), Aktarum (Gießen) und Sintech (Geiselwind).
Das Paganfest gehörte, neben dem Heidenfest, zu der größten Tour der Pagan-, Viking- und Folk-Metal-Szene. Die Konzerte werden in angemieteten Clubs und Hallen in europäischen und nordamerikanischen Städten gespielt. Je nach Größe dieser Veranstaltungsorte können dort bis zu 1000 bis 2000 Fans unterkommen. Ein Konzertticket kostet zwischen 25 € und 35 €, je nach Spielort und Art der Show. Seit 2010 waren erstmals auch die Konzerte ausverkauft.
2025 fand das Paganfest nach zehnjähriger Pause erstmals wieder statt – in bisher ungekannter Größe führte die Tournee mit insgesamt 30 Konzerten durch ganz Europa.

## Line-Ups

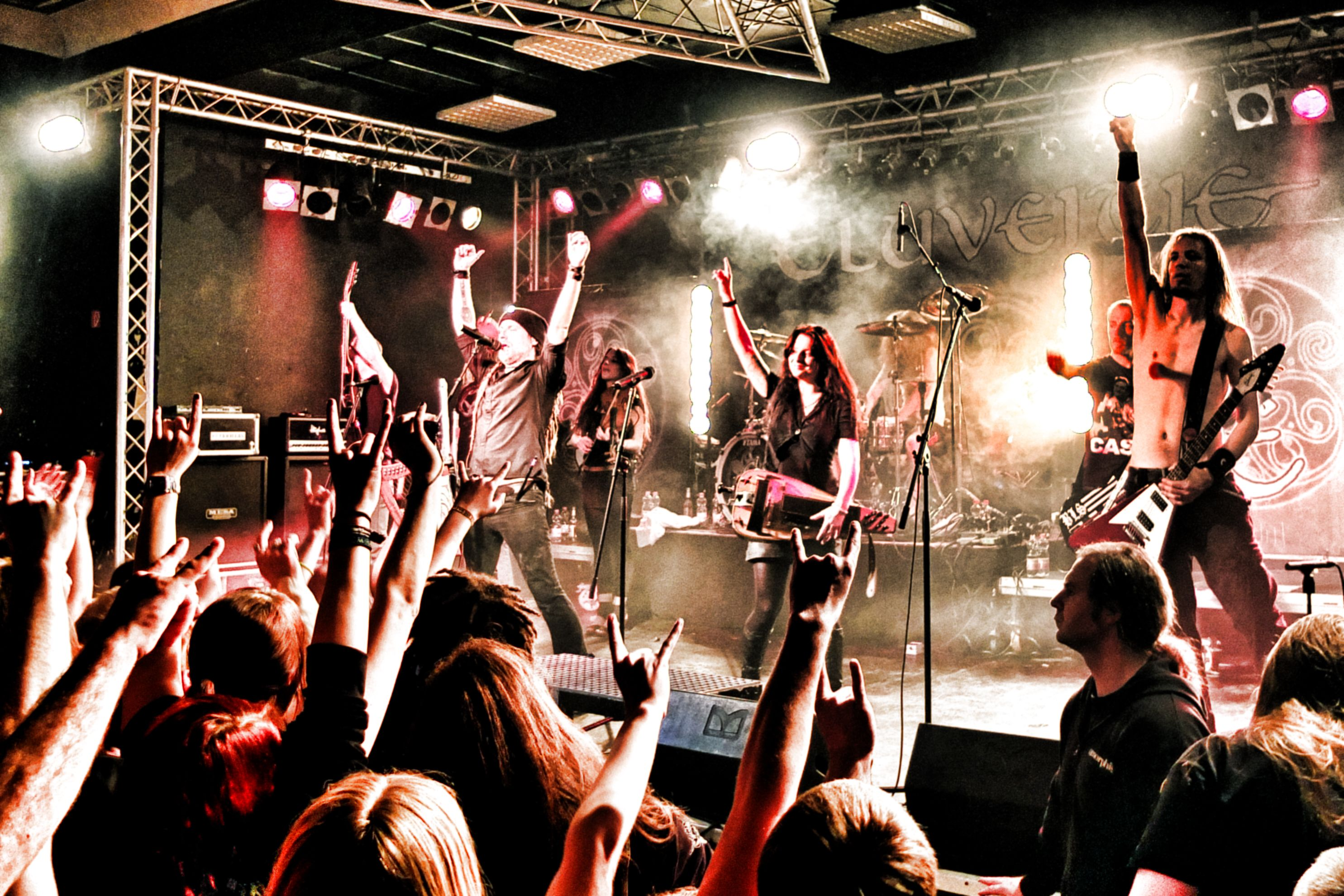
Eluveitie bei ihrem Auftritt in Hellraiser in Leipzig im Rahmen der Paganfest-Tour am 25. März 2012

Diese Liste umfasst eine Aufzählung der Bands, die am Paganfest teilgenommen haben.
| Datum                                                   | Line-Up |
| ------------------------------------------------------- | --- |
| Paganfest 2008 (Europa) 2. April 2008 – 22. April 2008  | Ensiferum, Korpiklaani, Moonsorrow, Turisas, Finntroll, Týr, Eluveitie Gäste: Equilibrium, Heathen Foray, Helrunar, Adorned Brood, Suidakra                                          |
| Paganfest 2008 (Nordamerika) 25. April – 22. Mai 2008   | Ensiferum, Korpiklaani, Moonsorrow, Turisas, Finntroll, Týr, Eluveitie, Gäste: Suidakra, Oakhelm, Alestorm                                                                           |
| Paganfest 2009 (Nordamerika) 28. April – 18. Mai 2009   | Korpiklaani, Moonsorrow, Blackguard, Swashbuckle, Primordial |
| Paganfest 2009 (Europa) 11. September – 3. Oktober 2009 | Korpiklaani, Die Apokalyptischen Reiter, Unleashed, Alestorm, Ex Deo, Swashbuckle Gäste: Moonsorrow, Einherjer                                                                       |
| Paganfest 2010 19. Februar – 14. März 2010              | Finntroll, Eluveitie, Dornenreich, Varg, Arkona Gäste: Equilibrium, Alestorm, Svartsot                                                                                               |
| Paganfest 2011 3. März – 27. März 2011                  | Korpiklaani, Unleashed, Moonsorrow, Varg, Arafel, Kivimetsän Druidi Gäste: Eluveitie, Heidevolk, Obscurity                                                                           |
| Paganfest 2012 16. März – 1. April 2012                 | Eluveitie, Primordial, Negură Bunget, Heidevolk, Sólstafir Gäste: Korpiklaani (bzw. Alestorm), Equilibrium Gast-Opener: Obscurity, Legio Mortis, Cruadalach, Knaat, Aktarum, Sintech |
| Paganfest 2013 28. Februar – 10. März 2013              | Alestorm, Arkona, Thyrfing, Ex Deo, Wolfchant, Bornholm Gäste: Varg, Kalmah |
| Paganfest 2015 19. März - 29. März 2015                 | Wintersun, Turisas, Heidevolk, Obscurity, Frosttide Gäste: Korpiklaani, Grailknights, Finsterforst                                                                                   |
| Paganfest 2025 08. Januar – 09. Februar 2025            | Alestorm, Ensiferum, Heidevolk, Týr, Elvenking Gäste: Einherjer, Waylander, Dalriada                                                                                                 |

## Kritik
Während des Paganfestes 2007 mobilisierten sich die beiden Berliner Organisationen gegen Faschismus BIFFF und apabiz gegen ein geplantes Konzert im Kreuzberger Club SO36. Sie beschuldigten die Bands des Rechtsextremismus und bezeichneten die Bandmitglieder als Nazis. Sie begründeten dies unter anderem mit der Verwendung von Runen in Bandlogos sowie der Gewaltdarstellung in einigen Songtexten. In einer späteren Pressemitteilung distanzierte sich das apabiz von diesen Anschuldigungen.
Die beschuldigten Bands veröffentlichten daraufhin Gegendarstellungen; so stellten etwa Heri Joensen von Týr und Ville Sorvali von Moonsorrow ein Video ins Internet, in dem sie deutlich machten, dass sie weder Nazis seien noch Kontakte in die rechte Szene haben und ihre Texte auf Erzählungen und Sagen der nordischen Mythologie basieren.

## Paganfest als Marke
Das Paganfest betrieb bis 2011 einen Online-Shop, bei dem Merchandising-Artikel rund um das Paganfest verkauft wurden.